# Giorgio Rocca
Giorgio Rocca (6 d'agost de 1975, Chur (Suïssa) és un esquiador retirat,amb nacionalitat italiana tot i haver nascut a Suïssa, que va guanyar 3 medalles en el Campionat del Món (3 de bronze), 1 Copa del Món en la disciplina d'Eslàlom i 11 victòries a la Copa del Món d'esquí alpí (amb un total de 22 pòdiums).

## Resultats

### Jocs Olímpics d'Hivern
- 2002 a Salt Lake City, Estats Units
  - Eslàlom Gegant: 26º

- 2006 a Torí, Itàlia[1]
  - Combinada: 5º

### Campionats Mundials
- 1999 a Vail, EUA
  - Eslàlom: 4º
  - Eslàlom Gegant: 11º

- 2001 a Sankt Anton am Arlberg, Àustria
  - Eslàlom: 15º

- 2003 a St. Moritz, Suïssa
  - Eslàlom: 3º
  - Combinada: 8º

- 2005 a Bormio, Itàlia
  - Eslàlom: 3º
  - Combinada: 3º

### Copa del Món

#### Classificació General Copa del Món
- 1996-1997: 126°
- 1997-1998: 133°
- 1998-1999: 28°
- 1999-2000: 64º
- 2000-2001: 79º
- 2001-2002: 30º
- 2002-2003: 21°
- 2003-2004: 17º
- 2004-2005: 18°
- 2005-2006: 13°
- 2006-2007: 37°
- 2007-2008: 47°
- 2008-2009: 38º
- 2009-2010: 80º

#### Classificació per Disciplines (Top-10)
- 2001-2002:
  - Eslàlom: 7º

- 2002-2003:
  - Eslàlom: 4º

- 2003-2004:
  - Eslàlom: 4º

- 2004-2005:
  - Eslàlom: 4º

- 2005-2006:
  - Eslàlom: 1º

#### Victòries a la Copa del Món (11)

##### Eslàlom (11)
| Data                   | Lloc                 |
| ---------------------- | -------------------- |
| 19 de gener de 2003    | Wengen               |
| 16 de març de 2003     | Lillehammer          |
| 11 de gener de 2004    | Chamonix             |
| 22 de desembre de 2004 | Flachau              |
| 9 de gener de 2005     | Chamonix             |
| 27 de febrer de 2005   | Kranjska Gora        |
| 4 de desembre de 2005  | Beaver Creek         |
| 12 de desembre de 2005 | Madonna di Campiglio |
| 22 de desembre de 2005 | Kranjska Gora        |
| 8 de gener de 2006     | Adelboden            |
| 15 de gener de 2006    | Wengen               |